# Jezioro Wiejskie (Pojezierze Poznańskie)
Jezioro Wiejskie – jezioro w woj. wielkopolskim, w powiecie międzychodzkim, w gminie Międzychód, we wsi Gorzycko Stare, leżące na terenie Pojezierza Poznańskiego.

## Położenie i opis
Jezioro Wiejskie położone jest w zachodniej części powiatu międzychodzkiego, w mezoregionie Pojezierze Poznańskie. Przez jezioro z południa na północ przepływa Dormowska Struga, która następnie w pobliżu Muchocina uchodzi do Warty. Nad zachodnim brzegiem jeziora rozciągają się zabudowania wsi Gorzycko Stare. Na północ od akwenu znajduje się jezioro Tuczno, a na południe jezioro Środkowe.
Według Mapy Podziału Hydrograficznego Polski jezioro leży na terenie zlewni siódmego poziomu Dormowska Struga od jez. Gorzyńskiego do jez. Tuczno. Identyfikator MPHP to 1877657.

## Hydronimia
Jezioro pojawia się w źródłach w 1579 roku – początkowo jako na Gorzyckim Jezierze, a następnie: Dorf-See (1942), Jez. Wiejskie (1964), Gorzyckie, Gorzyckie Wielkie (1970), J. Wiejskie (1980). Państwowy rejestr nazw geograficznych jako nazwę zestandaryzowaną jeziora podaje Jezioro Wiejskie, jednocześnie wymienia nazwę oboczną: Jezioro Gorzyckie.

## Morfometria
Według danych Instytutu Meteorologii i Gospodarki Wodnej powierzchnia zwierciadła wody jeziora wynosi 22,5 ha, natomiast A. Choiński, poprzez planimetrowanie na mapach 1:50 000, określił wielkość jeziora na 21 ha.
Średnia głębokość zbiornika wodnego to 13 m, a maksymalna – 33,4 m. Objętość jeziora według IMGW wynosi 2925 tys. m³. Maksymalna długość jeziora to 850 m, a szerokość 380 m. Długość linii brzegowej wynosi 2200 m. Potencjalna pojemność retencyjna, którą można by uzyskać przez spiętrzenie na wysokość 20 cm odpływu Strugą Dormowską szacowana jest na 44 700 m³.
Według Atlasu jezior Polski (red. J. Jańczak, 1996) lustro wody znajduje się na wysokości 43,6 m n.p.m., natomiast według numerycznego modelu terenu udostępnionego przez Geoportal lustro wody znajduje się na wysokości 44,4 m n.p.m.

## Zagospodarowanie
Administratorem wód jeziora jest Regionalny Zarząd Gospodarki Wodnej w Poznaniu (Zarząd Zlewni Gorzów Wielkopolski, Nadzór Wodny Międzychód). Utworzył on obwód rybacki obejmujący wody jezior Gorzyńskiego, Środkowego, Tuczno, Tuczno Małe, Jeziora Wielkiego (Młyńskie)  oraz cieku Dormowska Struga (Obwód rybacki Jeziora Gorzyńskie na cieku Struga Dormowska – Nr 2). Gospodarkę rybacką na jeziorze prowadzi Uniwersytet Przyrodniczy w Poznaniu, Zakład Doświadczalny Technologii Produkcji Pasz i Akwakultury w Muchocinie.

## Ochrona środowiska i jakość wod
Zbiornik znajduje się na obszarze chronionego krajobrazu o nazwie H-Międzychód oraz na terenie sieci Natura 2000 w ramach dyrektywy ptasiej Puszcza Notecka.
Na jakość wód całej zlewni Strugi Dormowskiej największą presję wywiera rolnictwo, choć jej wpływ jest łagodzony przez udział lasów i terenów chronionych. Na początku lat 90. XX w. indeks stanu troficznego jeziora wynosił 151,7, a indeks saprobów 1,60, co stawiało jezioro mniej więcej pośrodku wśród eutroficznych jezior zachodniej Polski. Według badań z 2014 r. makrozoobentosie jeziora dominują jętki z rodziny Ephemeridae. Na podstawie wskaźnika BMWP-PL klasę jakości  jeziora można określić jako drugą, choć inne wskaźniki jakości oparte na makrozoobentosie wskazują na klasy od I do IV. W jednym z odłowów badawczych ryb stwierdzono jedynie występowanie okonia. Woda wówczas miała przewodność elektrolityczną o wartości 416 μS/cm i pH o wartości 8,3. We florze jeziora występuje m.in. ramienica Lychnothamnus barbatus. W fitoplanktonie na początku lat 90. XX w. dominowały zielenice, podczas gdy udział sinic był nieduży.